# Geranomyia vitiella
Geranomyia vitiella är en tvåvingeart som först beskrevs av Alexander 1956.  Geranomyia vitiella ingår i släktet Geranomyia och familjen småharkrankar.
Artens utbredningsområde är Fiji. Inga underarter finns listade i Catalogue of Life.